# Buerie

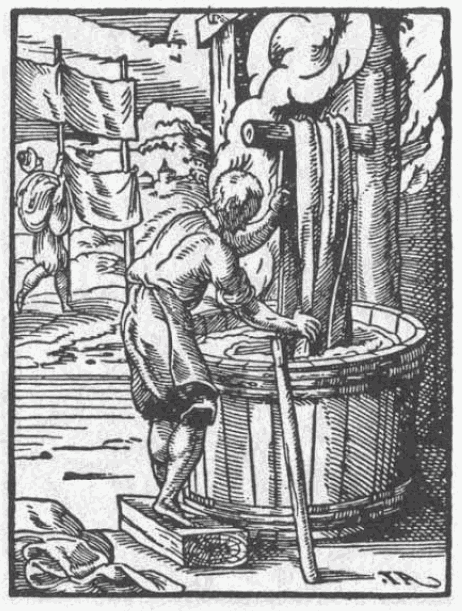
Buandier au travail.

Une buerie était autrefois une sorte de blanchisserie à usage non domestique (comme la buanderie) mais de plus grande dimension et à vocation artisanale, pour y réaliser le premier blanchiment des toiles tout fraîchement produites par des ateliers de tissage.
Les ouvriers y manipulant les toiles étaient des « buandiers » et des « buandières ».
Le terme de « buerie » apparaît encore aujourd'hui, mais survit seulement dans le nom de rues, comme dans des localités de Picardie, en particulier à Chauny, ou à Chaumont (Haute-Marne) avec le « lavoir d'en buez » par exemple.

## Bueries à Chauny
La ville de Chauny (dans l'Aisne, en Picardie) était réputée pour son savoir-faire dans le blanchiment des toiles. De 1630 à 1750, par exemple, les deux bueries, celles du Pissot et de Senicourt, sont mentionnées régulièrement dans différents documents. Leurs responsables étaient désignés sous le terme de « maître de buerie », de « blanchisseur » ou de « marchand blanchisseur ». L'un d'entre eux naquit aux Pays-Bas. L'activité devait être florissante puisque l'un des maîtres de buerie devint maire de la ville, signe notoire de la réussite sociale à l'époque.
L'activité des bueries n'était pas entièrement libre. Avant traitement dans les ateliers, toute toile vierge (en écru), batiste ou linon, devait avoir été examinée dans un bureau installé à Chauny même ou à Ham. Si elle avait été reconnue conforme à l'arrêté du 12 septembre 1729, elle recevait deux marques spéciales, sur un côté les armes royales, et sur l'autre la date et le nom de la ville. En cas d'infraction (pièce de toile trouvée sans marque royale, donc blanchie frauduleusement), il en coûtait la confiscation et 500 livres d'amende.
Sur une période de dix ans, de 1753 à 1763, le bureau de certification Chauny vit passer plus de 72 000 pièces de tissus divers.